# Silvie Orságová
Silvie Orságová, z domu Šaljová (ur. 3 października 1975) – czeska szachistka, mistrzyni międzynarodowa od 1994 roku.

## Kariera szachowa
Największe sukcesy odnosiła pod nazwiskiem panieńskim. W 1992 r. podzieliła IX miejsce w mistrzostwach Europy juniorek do 20 lat, rozegranych w Hradcu Králové. W 1994 r. zwyciężyła w cyklicznym turnieju First Saturday (edycja FS02 IM Women) w Budapeszcie oraz zajęła II m. (za Janą Maškovą) w memoriale Very Menchik w Czeskich Budziejowicach. W 1995 r. podzieliła XII miejsce w mistrzostwach świata juniorek do 20 lat w Halle. W 1999 r. wystąpiła w rozegranym w Ostrawie turnieju strefowym (eliminacji mistrzostw świata kobiet). 
Wielokrotnie startowała w finałach indywidualnych mistrzostw Czech, trzykrotnie zdobywając medale: dwa złote (Ołomuniec 1995, Lázně Bohdaneč 1999) oraz srebrny (Turnov 1996). Dwukrotnie reprezentowała Czechy na szachowych olimpiadach (1994, 1996), była również uczestniczką drużynowych mistrzostw Europy (1999).
Najwyższy ranking w dotychczasowej karierze osiągnęła 1 lipca 1994 r., z wynikiem 2250 punktów zajmowała wówczas 2. miejsce (za Elišką Richtrovą) wśród czeskich szachistek. Od 2001 r. w turniejach klasyfikowanych przez Międzynarodową Federację Szachową startuje bardzo rzadko.